# سلحفاة صندوقية
السلحفاة الصندوقية نوع من أنواع السلاحف التي وجدت في قارة أمريكا الشمالية، حيث يعود أصلها إلى الولايات المتحدة والمكسيك، وتتميز بقوقعتها المقببة الشكل التي تساعدها على الاختباء من مفترسيها، كما أصبحت هذه السلاحف من الحيوانات الأليفة الشائعة، على الرغم من احتياجاتها المتعددة.

## الأنواع
تقسم السلاحف الصندوقية إلى اثني عشر نوعا فرعيا، ومن هذه الأنواع:-
- سلحفاة فلوريدا الصندوقية (Florida box turtle).
- السلحفاة الصندوقية الشرقية (Eastern box turtle).
- السلحفاة الصندوقية الساحلية (Gulf Coast box turtle).
- السلحفاة الصندوقية المكسيكية (Mexican box turtle).
- السلحفاة الصندوقية المنقطة (Spotted box turtle).
- السلحفاة الصندوقية المزخرفة (Ornate box turtle) وتسمى أيضا: السلحفاة الصندوقية الغربية(Western box turtle).

## الوصف
تمتلك السلاحف الصندوقية قوقعة مقببة الشكل، حيث إنها تتمكن من الاختباء بداخلها لتحمي نفسها من الأخطار الخارجية التي قد تتعرض لها، كالحيوانات المفترسة مثلا.

## الغذاء
تعتبر السلاحف الصندوقية حيوانات نباتية حيوانية، حيث تأكل السلاحف الصندوقية كل شيء تقدر على اصطياده، فهي تأكل الحيوانات اللافقارية (كالحشرات والديدان الأرضية وما شابه ذلك)، كما يحتوي غذائها على نسبة كبيرة من المواد النباتية (30 إلى 90 % من غذائها)، فهي تأكل أنواعا من الفاكهة (مثل الصبار والتفاح وأنواع عدة من الكرز)، كما تشير التقارير إلى أن السلاحف الصندوقية التي يقل عمرها عن خمس سنوات أو ست تكون حيوانية نباتية، أما البالغة منها فتكون نباتية فقط.

## دورة الحياة
تعيش السلحفاة الصندوقية خمسين عاما تقريبا، وقد تعمر أكثر من ذلك بكثير فيصل عمرها إلى مئة عام تقريبا.
بيوض هذه السلاحف مرنة ومستطيلة الشكل، وطولها يتراوح بين 2 إلى 4 سم، وكتلتها 5 إلى 11 غم فقط، ويمكن للسلحفاة أن تضع بيضة واحدة إلى سبع بيضات في المرة الواحدة.
تكون نسبة الوفاة أعلى عند السلاحف الصغيرة وذلك لصغر حجمها وضعف قوقعتها. أما السلاحف البالغة فتكون قوقعتها قاسية ومنيعة ومعجزة لكل الحيوانات تقريبا. ومن الأعداء الشائعين لهذه السلاحف: الثديات مثل الظربان والراكون والكلاب، والطيور مثل الغربان، إضافة إلى الأفاعي.